# 克拉皮温斯基
克拉皮温斯基（羅馬化：Krapivinskiy），旧称克拉皮维诺（Крапивино），是俄罗斯克麦罗沃州的市级镇、克拉皮温斯基区行政中心，位于鄂毕河支流托木河左岸，地处克麦罗沃州中部，在州府克麦罗沃东南方。
该地2021年人口有7,145人；2010年人口7,450；2002年人口8,110；1989年人口8,207。